# Système de prestations de santé intégré
Un système de prestation intégré, ou Integrated delivery system, (IDS), parfois appelé réseau de prestation intégré (IDN), est un système de santé qui vise à une coordination intégrée des prestations de soins, par opposition à un ensemble fragmenté, voire à une absence complète de système, laissant place à des prestations isolées. Ainsi, le terme est utilisé au sens large pour définir une organisation qui fournit un continuum de services de soins de santé.
Aux États-Unis, il désigne le plus souvent un réseau donné d'organisations de soins de santé constituées en une entreprise groupe qui tente d'intégrer les soins, autrement dit de coordonner le parcours du patient tout au long différents soins. Certains IDS ont une composante HMO, tandis que d'autres sont uniquement un réseau de médecins, ou de médecins et d'hôpitaux.
Parmi les facteurs servant à évaluer un IDN, on prend en compte : la continuité des soins, la présence régionale, l'intégration clinique et le remboursement.
Si certains, comme Alain Enthoven (en), soutiennent que les IDN améliorer la qualité des soins médicaux tout en maîtrisant les coûts, leurs détracteurs en revanche affirment que ces réseaux pourraient en fait entraîner une tendance à la hausse des coûts en matière de santé , notamment du fait de leur progressive consolidation.